# Ямадаев, Иса Бекмирзаевич
Иса Бекмирзаевич Ямадаев (род. 1975, с. Беной, Чечня) — чеченский политик, пятый (по старшинству) из братьев Ямадаевых.
Участник конфликта семьи Ямадаевых с Рамзаном Кадыровым, с которым впоследствии примирился в 2010 году. Ранее МВД Чечни неоднократно пыталось привлечь Ямадаева к ответственности по нескольким уголовным делам, в частности, по фактам похищения людей и угроз в адрес руководства Чечни.

## Биография
После школы учился в Армавирском зооветеринарном техникуме. Окончил юридический факультет Махачкалинского института управления, юрист. В настоящий момент пишет кандидатскую диссертацию на тему «Политические партии, стабилизация политического процесса в регионе (сравнительный анализ)» и заканчивает аспирантуру факультета политологии Российской академии госслужбы при Президенте Российской Федерации.
Учредитель строительной компании «Ямад». В ноябре 2005 года Иса был избран депутатом парламента Чеченской республики первого созыва. В настоящее время[когда?] — военнослужащий Министерства обороны Российской Федерации, офицер 42-й дивизии (гвардии старший лейтенант).
До и во время пребывания на посту депутата занимался благотворительностью, финансированием детских домов и детских садов. На собственные деньги восстанавливал разбитые после войны дороги и построил первую и самую большую мечеть (Гудермес) в Чеченской республике (на 2005 год — самую большую на территории в России; мечеть закрыта в 2009 году).
Созданная Исой и принадлежащая семье Ямадаевых компания «Ямад» (является подрядчиком РЖД по Чеченской республике) первой в Чеченской республике, после распада Советского Союза, построила первые жилые многоэтажные дома в Гудермесе и Грозном.
28 июля 2009 года на Ису Ямадаева было совершено неудавшееся покушение. Киллер был задержан. Им оказался личный охранник Ямадаева — Хаваж Юсупов. Спецслужбам было заранее известно о готовящемся убийстве, поэтому они подменили боевые патроны в пистолете Юсупова на холостые. После чего был подстроен удобный момент для покушения. Ямадаева оставили наедине с охранником, который выхватил пистолет и открыл по нему стрельбу холостыми патронами, не зная о подмене. Сразу после этого Юсупов был схвачен работниками спецслужб, находившимися в засаде.
1 ноября 2009 года в 13:30 на Можайском шоссе бронированный автомобиль марки Mercedes-Benz S600, в котором ехал Иса Ямадаев столкнулся с автомобилем марки Nissan Almera. Виновником лобового столкновения стал водитель автомобиля Nissan, который выехал на полосу встречного движения. Бронированный автомобиль Mercedes защитил Ису Ямадаева и он практически не пострадал. Пассажир автомобиля Nissan погиб на месте, водитель был доставлен с тяжелыми травмами в больницу Одинцово. По словам источника агентства «Интерфакс», Иса Ямадаев не исключил, что авария могла являться подстроенным покушением.
19 ноября 2009 года Иса Ямадаев через СМИ обратился к Президенту РФ Дмитрию Медведеву с открытым письмом в котором просит защитить его, так как считает, что высшим руководством Чеченской Республики на него объявлена охота и он должен быть уничтожен до 1 января 2010 года.
В конце августа 2010 года в СМИ поступила информация о примирении Ямадаева и Кадырова. После чего Иса Ямадаев сделал следующее заявление:
«Я со всей ответственностью заявляю, что у меня нет никакой неприязни к Кадырову и я готов всеми силами и имеющимися у меня возможностями быть его соратником и впредь никому не позволю делать от своего имени какие-либо заявления, затрагивающие имя Рамзана Ахмадовича».
1 апреля 2017 года стало известно, что он был объявлен в федеральный розыск по подозрению в попытке покушения на главу Чеченской Республики Рамзана Кадырова.

## Награды
- Медаль ордена «За заслуги перед Отечеством» II степени,
- Медаль Министерства обороны Российской Федерации «За воинскую доблесть» I степени,
- Медаль Министерства обороны Российской Федерации «За воинскую доблесть» II степени,
- Медаль «За службу на Северном Кавказе»,
- Памятная медаль «Участнику контртеррористической операции на Кавказе».